# Бартоломеус ван Бассен
Бартоломеус ван Бассен (нід. Bartholomeus van Bassen; 1590, Антверпен — 28 листопада 1652, Амстердам) — нідерландський архітектор та художник часів Золотої доби голландського живопису.

## Життєпис
Походив з роду бюргерів. Його дід Ернст ван Бассен був секретарем Генеральних Штатів в Гаазі. Сам Бартоломеус був позашлюбним сином Корнеліуса ван Бассена, сина Ернста ван Бассена. Народився 1590 року, але щодо місця є розбіжності: одні дослідники вважаються, що це Антверпен, інші — Гаага. Дитиною перебирається до м.Делфт, де отримав художню освіту. Тут в 1613 року вступає до гільдії Св. Луки. З 1609 по 1634 року ван Бассен виконував замовлення штатгальтера Фредеріка Гендріка Оранського з прикрашання палаців Хонселарсдейк і Тер-Нейбург.
1622 року перебирається до Гааги, де 1624 року стає членом місцевої гільдії Святого Луки. У 1627 і 1640 роках обирається її деканом. У 1629—1631 роках керував перебудовою монастиря святої Агнеси у місті Ренен, неподалік від Утрехту в резиденцію короля Богемії Фрідріха Пфальцького.
1638 року призначається інспектором адміністративних будівель у Гаазі. З 1639 до 1652 року обіймав посаду головного архітектора Гааги. З жовтня 1638 року був залучений до реставрації міської ратуші. 1649 року спільно з Пітером Нурвіцем спроєктував і почав будівництво Нової кірхи , що стала першою спеціально для євангелістів. Втім ван Бассен не дожив до завершення будівництва (сталося 1656 року). Також був автором проєктів 20 мостів в Гаазі.

## Малювання

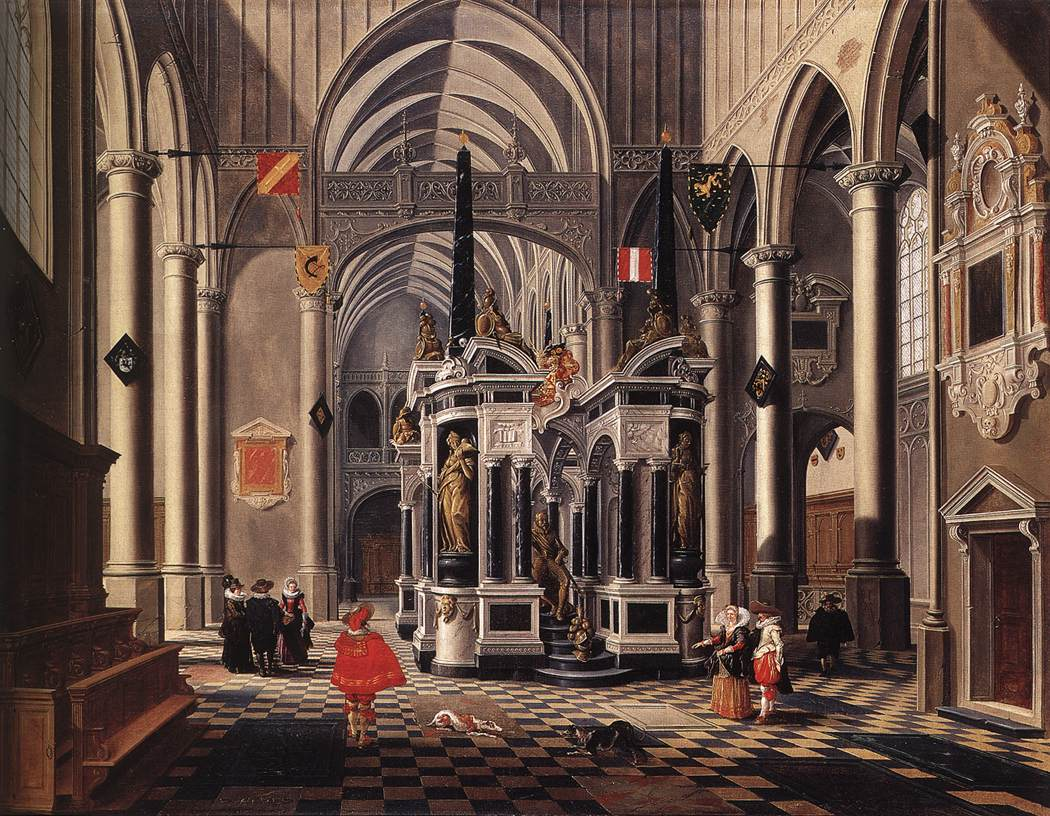
Надгробок Вільгельма Мовчазного в інтер'єрі готичного собору

Був талановитим художником, писав міські пейзажі і архітектурний (інтер'єрний) живопис, переважно інтер'єри церков. Роботи характеризуються цілковитою точністю передачі і ретельністю передачі архітектурних деталей. В середньому отримував за них 150 гульденів. Найвідомішими є «Надгробок Вільгельма Мовчазного в інтер'єрі готичного собору» (1620 рік, Будапешт, Національний музей образотворчих мистецтв), Жіноча компанія в інтер'єрі, «Ріддерзала в Бінненгофі під час Великої Асамблеї 1651 року».